# Palazzo Farnese
Palazzo Farnese är ett palats i Rom, beläget på östra sidan av Tibern mellan Piazza Farnese och Via Giulia. När drottning Kristina kom till Rom 1655 bodde hon där fram till 1659. 
Efter familjen Farneses utslocknande blev Neapels kungahus ägare till palatset, som från 1874 förhyrdes och slutligen 1908 inköptes av franska staten som Frankrikes ambassad i Rom. Tidigare hyste palatset även franska arkeologiska institutet.
Palatset är känt i Sverige såsom en förebild för den norra längan av Stockholms slott.

## Byggnadshistoria
Palazzo Farnese är uppfört på platsen för ett äldre palats, förvärvat 1495 av kardinalen Alessandro Farnese, som senare blev påve under namnet Paulus III. Det nya palatset påbörjades 1517 av Antonio da Sangallo den yngre. Det var mycket stort redan från början och utvidgades ytterligare sedan Farnese valts till påve 1534. Gården utvidgades och fasaden flyttades fram några meter. Palatset består av fyra längor som är samlade kring en kvadratisk gård, med en välvd treskeppig entréportik och en öppen portik mot trädgården på baksidan.
Vid Sangallos död 1546 hade fasaden förts upp till tredje våningen. Michelangelo, som samtidigt arbetade med Paulus III:s andra stora projekt, Piazza del Campidoglio, fick ansvaret för byggnaden. Under hans ledning höjdes fasaden och fick sin kraftiga, krönande huvudgesims. Kort efter påvens död 1549 fick Giacomo Barozzi da Vignola ansvaret för arbetet. Han hade tidigare varit verksam vid andra av Farneses byggnadsprojekt. Under hans ledning fullbordades bland annat palatsets bakre fasad och loggiorna mot trädgården (1569–1573). Den översta loggian, som uppfördes 1589, gjordes dock av hans efterträdare, Giacomo della Porta. 
Palatsets interiör hyser bland annat Galleria Farnese, som pryddes med klassicerande fresker av Annibale Carracci från 1597 till 1604.
På piano nobile är palatsets kapell beläget. Det hyste en gång Annibale Carraccis målning Kristus och den kananeiska kvinnan, fullbordad 1595.

## Bilder
| - Takfreskerna i Galleria Farnese. - Kristus och den kananeiska kvinnan, utförd av Annibale Carracci. Tidigare i palatsets kapell, numera i Palazzo Comunale i Parma. |